# Hexafenilbenzen
Hexafenilbenzenul este un compus organic format dintr-un nucleu benzenic substituit cu șase resturi fenil. Este un compus solid, incolor, fiind baza unor derivați denumiți hexaarilbenzeni.

## Obținere
Hexafenilbenzenul este obținut în urma reacției dintre tetrafenilciclopentadienă și difenilacetilenă în benzofenonă sau alt solvent la temperaturi înalte. Reacția este un exemplu de reacție Diels-Alder de obținere a hexafenildienonei, care suferă eliminare de monoxid de carbon: